# چال صورت تپه
چال صورت تپه مربوط به سدهٔ ۶ و ۷ ه.ق است و در شهرستان زنجان، روستای شیخ جابر واقع شده و این اثر در تاریخ ۱۱ مهر ۱۳۵۶ با شمارهٔ ثبت ۱۴۴۴ به‌عنوان یکی از آثار ملی ایران به ثبت رسیده است.